# Theo Clarke
Theodora Roosevelt Clarke (née le 4 août 1985) est une femme politique du Parti conservateur britannique qui est députée pour Stafford de 2019 à 2024. Avant sa carrière politique, elle travaille dans l'industrie des arts et fonde le groupe de campagne Coalition for Global Prosperity.

## Jeunesse et carrière
Clarke grandit dans le village de Bibury dans le Gloucestershire . Elle est la fille de Charles Mansfield Tobias Clarke, 6e baronnet, et de sa seconde épouse Teresa de Chair, une fille de Somerset de Chair. SL'ancien athlète Lawrence Clarke est son frère cadet,. Clarke a également une sœur cadette, Augusta. Elle est la nièce par alliance du leader de la Chambre des communes, Jacob Rees-Mogg. Clarke est une parente éloignée des présidents américains Franklin D. Roosevelt et Theodore Roosevelt.
Elle fait ses études privées à la Downe House School à Newbury, Berkshire. Elle étudie l'histoire de l'art à l'Université de Newcastle et au Courtauld Institute of Art, spécialisé dans l'art russe. Clarke travaille pour le Museum of Modern Art de New York et la maison de vente aux enchères britannique Christie's avant de fonder Russian Art and Culture, un magazine d'art en ligne en 2011,. Elle est également cofondatrice de l'Association des femmes dans les arts et fonde ensuite la Coalition for Global Prosperity,. Dans le cadre de son travail au sein du groupe de campagne, elle se porte volontaire en Sierra Leone au lendemain de l'épidémie d'Ebola.

## Carrière parlementaire
Clarke décide d'entrer en politique après avoir été témoin du scandale des dépenses parlementaires. Elle se présente pour le siège de Bristol East aux élections générales de 2015 et de 2017 en tant que candidate du Parti conservateur, mais échoue. Le parti la sélectionne comme candidate pour Stafford le 26 septembre 2019, le député conservateur sortant Jeremy Lefroy prenant sa retraite. Elle est élue députée de Stafford aux élections générales de 2019 avec une majorité de 14 377 voix (28,1 %), la plus grande de l'histoire de la circonscription.